# Reggina Calcio 2005-2006
Questa voce raccoglie le informazioni riguardanti la Reggina Calcio nelle competizioni ufficiali della stagione 2005-2006.

## Stagione
Nella stagione 2005-2006 la Reggina disputa il suo sesto campionato di massima serie.

Gli uomini di Walter Mazzarri ottennero il tredicesimo posto con 41 punti — totalizzandone 19 nel girone di andata e 22 in quello di ritorno — senza mai correre particolari rischi.

I risultati ottenuti sul campo in questa stagione vennero tuttavia messi in discussione dallo scandalo ribattezzato Calciopoli, in cui anche la società calabrese è rimasta coinvolta, rischiando persino la retrocessione in Serie B; la sanzione definitiva sancirà bensì quindici punti di penalizzazione da scontare nella stagione successiva.

Tra le file degli amaranto si sono distinti l'attaccante Nicola Amoruso con 11 reti ed il centrocampista Francesco Cozza, di ritorno in prestito a Reggio Calabria ed autore di 9 centri. 

In Coppa Italia, nel frattempo ritornata alla formula di eliminazione diretta, la Reggina ha affrontato due trasferte in Campania, superando il primo turno contro il Giugliano, ma venendo estromessa nel turno successivo dal Napoli, ripartito dalla Serie C1.

## Divise e sponsor
L'azienda calabrese Onze debutta come sponsor tecnico, mentre come sponsor di maglia vengono confermati GICOS e Stocco&Stocco (quest'ultima poi sostituita dal logo della Regione Calabria).

## Rosa
| N. |                       | Ruolo | Calciatore                         |
| -- | --------------------- | ----- | ---------------------------------- |
| 1  | Italia (bandiera)     | P     | Ivan Pelizzoli                     |
| 2  | Italia (bandiera)     | D     | Juriy Cannarsa                     |
| 3  | Italia (bandiera)     | D     | Jacopo Balestri                    |
| 4  | Italia (bandiera)     | D     | Alessandro Zoppetti                |
| 4  | Italia (bandiera)     | D     | Antonio Giosa                      |
| 5  | Paraguay (bandiera)   | C     | Carlos Humberto Paredes (capitano) |
| 7  | Brasile (bandiera)    | C     | Bruno Lança                        |
| 8  | Italia (bandiera)     | C     | Davide Biondini                    |
| 9  | Italia (bandiera)     | A     | Rolando Bianchi                    |
| 10 | Italia (bandiera)     | C     | Francesco Cozza (capitano)         |
| 11 | Italia (bandiera)     | C     | Luca Vigiani                       |
| 12 | Italia (bandiera)     | P     | Antonino Saviano                   |
| 13 | Italia (bandiera)     | D     | Alessandro Lucarelli               |
| 14 | Italia (bandiera)     | D     | Ivan Franceschini                  |
| 15 | Uzbekistan (bandiera) | A     | Ilyas Zeytulaev                    |
| 16 | Rep. Ceca (bandiera)  | P     | Martin Lejsal                      |
| 16 | Grecia (bandiera)     | A     | Lampros Choutos                    |
| 17 | Italia (bandiera)     | A     | Nicola Amoruso                     |

| N. |                    | Ruolo | Calciatore         |
| -- | ------------------ | ----- | ------------------ |
| 19 | Italia (bandiera)  | C     | Giacomo Tedesco    |
| 20 | Italia (bandiera)  | C     | Giandomenico Mesto |
| 21 | Italia (bandiera)  | C     | Luca Rigoni        |
| 22 | Italia (bandiera)  | C     | Filippo Carobbio   |
| 23 | Italia (bandiera)  | D     | Francesco Modesto  |
| 28 | Italia (bandiera)  | A     | Simone Cavalli     |
| 29 | Italia (bandiera)  | D     | Gaetano De Rosa    |
| 30 | Italia (bandiera)  | C     | Antonino Barillà   |
| 31 | Italia (bandiera)  | C     | Ivan Castiglia     |
| 32 | Italia (bandiera)  | A     | Fabio Ceravolo     |
| 33 | Italia (bandiera)  | D     | Demetrio Cutrupi   |
| 34 | Italia (bandiera)  | C     | Simone Missiroli   |
| 35 | Italia (bandiera)  | D     | Gaetano Ungaro     |
| 37 | Italia (bandiera)  | C     | Salvatore Vicari   |
| 40 | Brasile (bandiera) | D     | Murilo Maccari     |
| 53 | Italia (bandiera)  | D     | Maurizio Lauro     |
| 55 | Italia (bandiera)  | D     | Maurizio Lanzaro   |
| 99 | Italia (bandiera)  | P     | Nicola Pavarini    |

## Risultati

### Serie A

#### Girone di andata
| Arbitro: | Rosetti (Torino) |

|  |           |                                    |
|  | Marcatori | 30’ Mancini 46’ De Rossi 93’ Nonda |

| Arbitro: | Palanca (Roma 1) |

|                                        |           |                         |
| Bonazzoli 17’ Volpi 57’ Gasbarroni 85’ | Marcatori | 28’ Cozza 93’ Missiroli |

| Arbitro: | Racalbuto (Gallarate) |

|           |           |                                    |
| Cozza 11’ | Marcatori | 19’, 64’ Franceschini 77’ Mandelli |

| Arbitro: | Rodomonti (Teramo) |

|              |           |  |
| Terlizzi 66’ | Marcatori |  |

| Arbitro: | Gabriele (Frosinone) |

|                       |           |  |
| Cozza 42’ Cavalli 76’ | Marcatori |  |

| Arbitro: | Rizzoli (Bologna) |

|                 |           |             |
| Maldini 5’, 20’ | Marcatori | 93’ Cavalli |

| Arbitro: | Trefoloni (Siena) |

|                       |           |  |
| Tedesco 14’ Cozza 52’ | Marcatori |  |

| Arbitro: | Bertini (Arezzo) |

|               |           |  |
| Lucarelli 87’ | Marcatori |  |

| Arbitro: | Pantana (Macerata) |

|               |           |                              |
| Missiroli 86’ | Marcatori | 18’ Beghetto 77’ Parravicini |

| Arbitro: | Rocchi (Firenze) |

|                  |           |  |
| Zauri 78’ (aut.) | Marcatori |  |

| Arbitro: | Romeo (Verona) |

|                                    |           |  |
| Riganò 7’ Tavano 67’ Vannucchi 94’ | Marcatori |  |

| Arbitro: | De Marco (Chiavari) |

|                                         |           |             |
| Amoruso 2’ Cozza 38’ (rig.) Paredes 81’ | Marcatori | 67’ Abeijon |

| Siena 27 novembre 2005, ore 15:00 CET 13ª giornata | Siena              | 0 – 0 referto | Reggina | Stadio Artemio Franchi (6 601 spett.)\| Arbitro: \| Pantana (Macerata) \| |
| Arbitro:                                           | Pantana (Macerata) |               |         |                                                                           |

| Arbitro: | Stefanini (Prato) |

|                       |           |             |
| Cozza 10’ De Rosa 21’ | Marcatori | 13’ Cardone |

| Arbitro: | De Santis (Tivoli) |

|          |           |             |
| Fini 60’ | Marcatori | 88’ Paredes |

| Arbitro: | Bertini (Arezzo) |

|  |           |                                                |
|  | Marcatori | 2’ Cordoba 15’ Martins 40’ Adriano 92’ Pizarro |

| Arbitro: | Paparesta (Bari) |

|               |           |           |
| Di Napoli 25’ | Marcatori | 86’ Cozza |

| Arbitro: | Farina (Novi Ligure) |

|               |           |               |
| Lucarelli 12’ | Marcatori | 13’ Jorgensen |

| Arbitro: | Tombolini (Ancona) |

|               |           |  |
| Del Piero 45’ | Marcatori |  |

#### Girone di ritorno
| Arbitro: | Tagliavento (Terni) |

|                           |           |                  |
| Totti 4’, 65’ Mancini 93’ | Marcatori | 91’ Franceschini |

| Arbitro: | Rosetti (Torino) |

|                         |           |             |
| Paredes 75’ Amoruso 46’ | Marcatori | 44’ Kutuzaŭ |

| Arbitro: | Stefanini (Prato) |

|                                            |           |  |
| Amauri 47’, 88’ (rig.) Pellissier 75’, 94’ | Marcatori |  |

| Arbitro: | Messina (Bergamo) |

|                         |           |                           |
| De Rosa 49’ Paredes 92’ | Marcatori | 42’ Barone 80’ Caracciolo |

| Arbitro: | Mazzoleni (Bergamo) |

|               |           |                  |
| Iaquiinta 16’ | Marcatori | 41’, 61’ Amoruso |

| Arbitro: | Tombolini (Ancona) |

|            |           |                                     |
| Paredes 9’ | Marcatori | 14’, 52’, 93’ Inzaghi 37’ Gilardino |

| Lecce 19 febbraio 2006, ore 15:00 CET 26ª giornata | Lecce               | 0 – 0 referto | Reggina | Stadio Via del Mare (12 634 spett.)\| Arbitro: \| De Marco (Chiavari) \| |
| Arbitro:                                           | De Marco (Chiavari) |               |         |                                                                          |

| Arbitro: | Rizzoli (Bologna) |

|           |           |             |
| Cozza 63’ | Marcatori | 46’ Morrone |

| Arbitro: | Paparesta (Bari) |

|  |           |             |
|  | Marcatori | 94’ Amoruso |

| Arbitro: | Stefanini (Prato) |

|                                    |           |             |
| Di Canio 25’ Rocchi 36’ Pandev 68’ | Marcatori | 69’ Amoruso |

| Arbitro: | Farina (Novi Ligure) |

|  |           |                      |
|  | Marcatori | 62’ Pozzi 82’ Tavano |

| Arbitro: | Messina (Bergamo) |

|  |           |                          |
|  | Marcatori | 8’ Lucarelli 20’ Tedesco |

| Arbitro: | Rosetti (Torino) |

|             |           |             |
| Amoruso 51’ | Marcatori | 21’ Bogdani |

| Arbitro: | Rocchi (Firenze) |

|                                                            |           |  |
| Bresciano 12’ Simplicio 34’ Contini 66’ (rig.) Dessena 79’ | Marcatori |  |

| Arbitro: | Brighi (Cesena) |

|                         |           |  |
| De Rosa 10’ Amoruso 27’ | Marcatori |  |

| Arbitro: | Rizzoli (Bologna) |

|                                            |           |  |
| Cruz 16’ (rig.), 92’ Martins 23’ César 28’ | Marcatori |  |

| Arbitro: | Messina (Bergamo) |

|                                          |           |  |
| Cozza 51’ Amoruso 57’ (rig.) Bianchi 76’ | Marcatori |  |

| Arbitro: | Pieri (Lucca) |

|                                                    |           |                         |
| Fiore 25’ Toni 28’, 64’ Jorgensen 35’ Bozhinov 65’ | Marcatori | 81’, 84’ (rig.) Amoruso |

| Arbitro: | Banti (Livorno) |

|  |           |                             |
|  | Marcatori | 23’ Trezeguet 91’ Del Piero |

### Coppa Italia
| Arbitro: | Ayroldi (Molfetta) |

|                |           |                          |
| Di Roberto 68’ | Marcatori | 5’ Mozart 107’ Missiroli |

| Arbitro: | Racalbuto (Gallarate) |

|                |           |  |
| Capparella 73’ | Marcatori |  |

## Statistiche

### Statistiche di squadra
| Competizione | Punti | In casa | In casa | In casa | In casa | In casa | In casa | In trasferta | In trasferta | In trasferta | In trasferta | In trasferta | In trasferta | Totale | Totale | Totale | Totale | Totale | Totale | D.R. |
| Competizione | Punti | G       | V       | N       | P       | Gf      | Gs      | G            | V            | N            | P            | Gf           | Gs           | G      | V      | N      | P      | Gf     | Gs     | D.R. |
| ------------ | ----- | ------- | ------- | ------- | ------- | ------- | ------- | ------------ | ------------ | ------------ | ------------ | ------------ | ------------ | ------ | ------ | ------ | ------ | ------ | ------ | ---- |
| Serie A      | 41    | 19      | 8       | 4       | 7       | 25      | 28      | 19           | 3            | 4            | 12           | 14           | 37           | 38     | 11     | 8      | 19     | 39     | 65     | -26  |
| Coppa Italia | -     | 2       | 0       | 0       | 0       | 0       | 0       | 2            | 1            | 0            | 1            | 2            | 2            | 2      | 1      | 0      | 1      | 2      | 2      | +0   |
| Totale       | 41    | 19      | 8       | 4       | 7       | 25      | 28      | 21           | 4            | 4            | 13           | 16           | 39           | 40     | 12     | 8      | 20     | 41     | 67     | -26  |

### Andamento in campionato
| Giornata  | 1  | 2  | 3  | 4  | 5  | 6  | 7  | 8  | 9  | 10 | 11 | 12 | 13 | 14 | 15 | 16 | 17 | 18 | 19 | 20 | 21 | 22 | 23 | 24 | 25 | 26 | 27 | 28 | 29 | 30 | 31 | 32 | 33 | 34 | 35 | 36 | 37 | 38 |
| --------- | -- | -- | -- | -- | -- | -- | -- | -- | -- | -- | -- | -- | -- | -- | -- | -- | -- | -- | -- | -- | -- | -- | -- | -- | -- | -- | -- | -- | -- | -- | -- | -- | -- | -- | -- | -- | -- | -- |
| Luogo     | C  | T  | C  | T  | C  | T  | C  | T  | C  | C  | T  | C  | T  | C  | T  | C  | T  | C  | T  | T  | C  | T  | C  | T  | C  | T  | C  | T  | T  | C  | T  | C  | T  | C  | T  | C  | T  | C  |
| Risultato | P  | P  | P  | P  | V  | P  | V  | P  | P  | V  | P  | V  | N  | V  | N  | P  | N  | N  | P  | P  | V  | P  | N  | V  | P  | N  | N  | V  | P  | P  | V  | N  | P  | V  | P  | V  | P  | P  |
| Posizione | 19 | 18 | 18 | 19 | 18 | 18 | 15 | 15 | 15 | 15 | 15 | 15 | 15 | 13 | 13 | 14 | 14 | 13 | 14 | 14 | 13 | 14 | 14 | 13 | 14 | 14 | 13 | 13 | 14 | 15 | 14 | 14 | 16 | 15 | 15 | 12 | 14 | 15 |

Fonte:  Serie A – Classifiche, su statistichesulcalcio.com.
Legenda:

Luogo: C = Casa; T = Trasferta. Risultato: V = Vittoria; N = Pareggio; P = Sconfitta.